# 青砥武平治
青砥 武平治（あおと ぶへいじ）は、江戸時代中期の武士。越後国村上藩士。藩の郷村（さとむら）役として漁業を含む民生を担当し、サケの回帰性を利用した増殖方法である「種川の制」を創設したことで知られる。

## 経歴
正徳3年（1713年）、村上藩士・金沢儀左衛門の二男として越後国岩船郡村上町に生まれる。諱は綱義。幼少時に青砥冶兵衛の養子となったため、青砥姓となった。「三両二人扶持（さんりょうににんぶち）」の小身だったが、明和3年（1766年）、54歳の時に当時5万余石の村上藩としては異例と思える70石の「石取り侍（こくとりさむらい）」に昇格した。
天明8年（1788年）、死去。享年76。

## 種川の制
サケは当時の村上藩にとって、藩政を支える重要な資源であったが、乱獲により枯渇寸前で、1720年頃には漁獲量がゼロに近づいていた。武平治は、サケが産まれた川に帰って産卵する母川回帰の習性を知り、遡上する三面川を3つに分流させ、うち1つでサケを保護して増やすことを着想した。川の産卵に適した場所に蔦や柴で柵を造り、ここでサケの遡上を阻止して産卵させる「種川（たねがわ）の制」である。種川は宝暦13年（1763年）から武平治没後の寛政6年（1794年）までのおよそ30年にわたって拡張され、制の導入前には多くても200両から300両だった漁獲高が、導入後は1,000両を超えるまでに至った。このため青砥は、世界で最初にサケの自然孵化増殖に成功した人物、と評されることがある。
種川の制は後に文化3年(1806年)には出羽国庄内藩が月光川水系の滝淵川と牛渡川で行い、明治になってからは北海道の石狩川などでも取り入れられた。現代の用語では「自然孵化増殖」であり、サケを捕獲して人工授精させる「人工孵化増殖」が明治に普及するまでの約100年間、日本のサケ増殖の主流であった。